# Pseudolaelia ataleiensis
Pseudolaelia ataleiensis är en orkidéart som beskrevs av Marcos Antonio Campacci. Pseudolaelia ataleiensis ingår i släktet Pseudolaelia och familjen orkidéer. Inga underarter finns listade i Catalogue of Life.